# Abrera
Abrera – gmina w Hiszpanii, w prowincji Barcelona, w Katalonii, o powierzchni 19,98 km². W 2011 roku gmina liczyła 11 870 mieszkańców. W tej gminie ma siedzibę fabryka Seat Sport.